# Hermann Jakobs
Hermann Jakobs (* 2. März 1930 in Hagen) ist ein deutscher Historiker. Er lehrte von 1975 bis 1995 als Professor für Mittelalterliche Geschichte und Historische Hilfswissenschaften an der Ruprecht-Karls-Universität Heidelberg. Sein wissenschaftliches Werk ist besonders von der Papstgeschichte und der Landesgeschichte bestimmt.

## Leben und Wirken
Hermann Jakobs legte 1951 das Abitur in Münster ab. Er studierte die Fächer Geschichte, Germanistik und Philosophie an den Universitäten Marburg, Göttingen, Stuttgart und Köln. Im Jahr 1956 wurde er in Köln bei Theodor Schieffer mit der Arbeit Die Hirsauer. Ihre Ausbreitung und Rechtsstellung im Zeitalter des Investiturstreites promoviert. In Köln erfolgte 1966 mit dem Thema Der Adel in der Klosterreform von St. Blasien auch seine Habilitation. Jakobs lehrte zunächst in Köln, und seit 1975 war er Professor an der Universität Heidelberg, wo er bis zu seiner Emeritierung zum Ende des Wintersemesters 1994/95 Mittelalterliche Geschichte und Historische Hilfswissenschaften lehrte. Dort war er auch von 1975 bis 1999 Direktor des Instituts für Fränkisch-Pfälzische Geschichte und Landeskunde. Jakobs betreute 13 Dissertationen und zwei Habilitationen. Zu seinen wichtigsten akademischen Schülern gehören Rolf Hammel-Kiesow, Armin Kohnle, Folker Reichert und Armin Wolf. In der akademischen Selbstverwaltung war Jakobs zweimal (1977/78 und 1989/90) als Dekan der Philosophischen Fakultät tätig.
Seine Arbeitsschwerpunkte sind die Verfassungs- und Sozialgeschichte des 10. bis 12. Jahrhunderts in Kloster- und Kirchenreform, die Kommunale Bewegung, die Typologie der frühen Stadtsiegel und die Papsturkunden. Dissertation und Habilitationsschrift widmeten sich zwei grundlegenden Werken zur hochmittelalterlichen Mönchsreform. Beide Arbeiten zeigen den Einfluss von Theodor Schieffer und von Kassius Hallinger. Mit seiner Dissertation legte er erstmals seit Paul Giseke (1883) wieder eine umfassende Darstellung über die hirsauische Reform vor. Im späteren Verlauf seiner Laufbahn widmete er sich vor allem den Papsturkunden. Der Schwerpunkt seiner landesgeschichtlichen Arbeiten liegt im rheinischen und südwestdeutschen Raum. Von 1979 bis 2012 war Jakobs zusammen mit Jochen Bleicken und Lothar Gall Mitherausgeber der Reihe Oldenbourg Grundriss der Geschichte. 
Jakobs ist seit 1979 korrespondierendes Mitglied der Akademie der Wissenschaften zu Göttingen und ordentliches Mitglied (seit 2007 korrespondierendes Mitglied) der Kommission für geschichtliche Landeskunde in Baden-Württemberg. Jakobs wurde in die Commission internationale de diplomatique berufen und blieb dort bis 2000. Im Jahr 1995 wurde er mit einer Festschrift gewürdigt.

## Schriften
Ein Schriftenverzeichnis erschien in: Joachim Dahlhaus, Armin Kohnle (Hrsg.): Papstgeschichte und Landesgeschichte. Festschrift für Hermann Jakobs zum 65. Geburtstag (= Beihefte zum Archiv für Kulturgeschichte. H. 39). Böhlau, Köln u. a. 1995, ISBN 3-412-10894-4, S. 659–666.
Monographien
- zusammen mit Wolfgang Petke: Papsturkundenforschung und Historie. Aus der Germania Pontificia Halberstadt und Lüttich (= Studien und Vorarbeiten zur Germania pontificia. Bd. 9). Böhlau, Köln u. a. 2008, ISBN 978-3-412-20024-4.
- Regesta pontificum Romanorum. Vol. 5: Germania pontificia sive repertorium privilegiorum et litterarum a Romanis pontificibus ante annum MCLXXXXVIII Germaniae ecclesiis monasteriis civitatibus singulisque personis concessorum. 2: Provincia Maguntinensis. Pars 6: Dioeceses Hildesheimensis et Halberstadensis. Appendix Saxonia. Vandenhoeck & Ruprecht, Göttingen 2005, ISBN 3-525-36036-3.
- Regesta pontificum Romanorum. Vol. 5: Germania pontificia sive repertorium privilegiorum et litterarum a Romanis pontificibus ante annum MCLXXXXVIII Germaniae ecclesiis monasteriis civitatibus singulisque personis concessorum. 1: Provincia Maguntinensis. Pars 5: Dioceses Patherbrunnensis et Verdensis. Vandenhoeck & Ruprecht, Göttingen 2003, ISBN 3-525-36035-5.
- Kirchenreform und Hochmittelalter. 1046–1215 (= Oldenbourg Grundriss der Geschichte. Bd. 7). Oldenbourg, München u. a. 1984, ISBN 3-486-48821-X (Mehrere Auflagen).
- Eugen III. und  die  Anfänge  europäischer  Stadtsiegel. Nebst Anmerkungen zum Band IV der Germania pontificia (= Studien und Vorarbeiten zur Germania pontificia. Bd. 7). Böhlau, Köln u. a. 1980, ISBN 3-412-07079-3.
- Regesta pontificum Romanorum. Vol. 4: Germania pontificia sive repertorium privilegiorum et litterarum a Romanis pontificibus ante annum MCLXXXXVIII Germaniae ecclesiis monasteriis civitatibus singulisque personis concessorum Provincia Maguntinensis. Pars 4: S. Bonifatius, Archidioecesis Maguntinensis, Abbatia Fuldensis. Vandenhoeck & Ruprecht, Göttingen 1978, ISBN 3-525-36029-0.
- Der Adel in der Klosterreform von Sankt Blasien (= Kölner historische Abhandlungen. Bd. 16). Böhlau, Köln u. a. 1968, ISBN 3-412-07269-9 (Zugleich: Köln, Universität, Habilitations-Schrift, 1966).
- Die Hirsauer. Ihre Ausbreitung und Rechtsstellung im Zeitalter des Investiturstreites (= Kölner historische Abhandlungen. Bd. 4, ZDB-ID 501363-x). Böhlau, Köln u. a. 1961 (Zugleich: Köln, Universität, Dissertation, 1959).

Herausgeberschaften
- Die Geschichte der Universität Heidelberg.  im Wintersemester 1985/86 (= Ruprecht-Karls-Universität Heidelberg. Studium Generale. Vorträge. WS 1985/86). HVA, Heidelberg 1986, ISBN 3-920431-55-3.
- mit Peter Herde: Papsturkunde und europäisches Urkundenwesen. Studien zu ihrer formalen und rechtlichen Kohärenz vom 11. bis 15. Jahrhundert (= Archiv für Diplomatik, Schriftgeschichte, Siegel- und Wappenkunde. Beiheft. 7). Böhlau, Köln u. a. 1999, ISBN 3-412-10298-9.